# Cockscomb Range
Cockscomb Range är en bergskedja i Belize. Den ligger i distriktet Stann Creek, i den centrala delen av landet, 50 km söder om huvudstaden Belmopan. Den högsta toppen är Victoria Peak, 1 120 meter över havet.